# John Shore (1er baron Teignmouth)
John Shore, 1er baron Teignmouth (5 octobre 1751 - 14 février 1834) est un fonctionnaire britannique de la Compagnie des Indes orientales qui est gouverneur général du Bengale de 1793 à 1798. En 1798, il est créé baron Teignmouth dans la pairie d'Irlande.
Shore est le premier président de la British and Foreign Bible Society. Ami proche de l'orientaliste William Jones (1746–1794), Shore édite un mémoire sur la vie de Jones en 1804, contenant de nombreuses lettres de Jones.

## Biographie

### Jeunesse
Né à St. James's Street, Piccadilly, le 5 octobre 1751, il est le fils aîné de Thomas Shore de Melton Place, près de Romford, un employé de la Compagnie des Indes orientales, et de sa femme Dorothy, fille du capitaine Shepherd du service naval de la Compagnie. À l'âge de quatorze ans, Shore est envoyé à la Harrow School. Au cours de sa dix-septième année, Shore est transféré dans une école commerciale à Hoxton dans le but d'apprendre la comptabilité, pour saisir une opportunité qui lui a été offerte par le marchand Frederick Pigou, un ami de la famille. Vers la fin de 1768, il s'embarque pour l'Inde en tant qu'écrivain au service de la Compagnie des Indes orientales.
Peu de temps après son arrivée à Kolkata, alors appelée Calcutta, en mai 1769, Shore est nommé au département politique secret, dans lequel il reste environ douze mois. En septembre 1770, il est nommé adjoint au conseil des recettes de Murshidabad. Shore à l'âge de 19 ans se trouve soudain investi de la juridiction civile et fiscale d'un grand district ; il étudie également les langues.
En 1772, Shore se rend à Râjshâhî en tant que premier assistant du résident de la province. L'année suivante, il est temporairement traducteur persan et secrétaire du conseil d'administration de Murshidabad. En juin 1775, il est nommé membre du conseil fiscal de Calcutta. Il continue à occuper ce poste jusqu'à la dissolution du conseil à la fin de 1780. Bien qu'il ait révisé l'une des amers philippiques lancés par Philip Francis contre Warren Hastings, et qu'il ait écrit l'un des mémoires contre la Cour suprême et Elijah Impey, il est nommé par le gouverneur général à un siège au comité de revenu à Calcutta, qui prend la place du conseil provincial.

### Agent du revenu
Shore gagne la confiance d'Hastings en faisant attention à ses devoirs. En plus de surveiller la perception des revenus, il consacre une grande partie de son temps à l'adjudication des affaires de l'échiquier. Il exerce les fonctions de commissaire aux recettes à Dacca et Behar, et il élabore des plans de réformes judiciaires et financières. Déplorant la profusion somptueuse du gouverneur général, Shore communique ses vues sur la situation financière à John Macpherson, qui, au lieu de les communiquer en privé à Hastings, les insère sous forme de minute dans les archives du Conseil suprême. À la suite de ce qui est considéré comme un abus de confiance, Shore démissionne de son siège au conseil d'administration.
En janvier 1785, Shore retourne en Angleterre en compagnie de Hastings. Pendant son séjour en Angleterre, le 14 février 1786, il épouse Charlotte, la fille unique de James Cornish, médecin à Teignmouth.
Après avoir été nommé par la Cour des directeurs à un siège au Conseil suprême, Shore retourne en Inde et, le 21 janvier 1787, il prend son siège en tant que membre du gouvernement du Bengale. Bon nombre des réformes instituées par Charles Cornwallis sont attribuables à l'influence de Shore au sein du Conseil. À l'été 1789, Shore achève le règlement décennal des revenus du Bengale, du Bihar et de l'Odisha. Bien que Shore ait recommandé la prudence et une enquête plus approfondie, et ait protesté contre la rigidité, sa décision en faveur des droits de propriété des zamindars est ratifiée par Cornwallis et forme la base du règlement permanent très discuté.
En décembre 1789, Shore s'embarque pour l'Angleterre, où il arrive en avril 1790. Il aurait refusé l'offre d'un titre de baronnet au motif de "l'incompatibilité de la pauvreté et des titres". Le 2 juin 1790, il est interrogé comme témoin au procès de Warren Hastings au sujet des transactions du comité des revenus à Calcutta, et il témoigne de la popularité de son ami parmi les Indiens.

### Gouverneur général
Shore est nommé par la cour des directeurs gouverneur général de l'Inde comme successeur de Cornwallis le 19 septembre 1792, et est créé baronnet le 2 octobre suivant. Edmund Burke proteste en vain. Shore s'embarque pour l'Inde à la fin du mois. Le 10 mars 1793, il arrive à Calcutta, où il reste sans emploi officiel ni responsabilité jusqu'au départ de Cornwallis. Il lui succède au gouvernement le 28 octobre 1793.
La période du règne de Shore en tant que gouverneur général se déroule relativement sans incident. Sa politique est attaquée comme temporisante et timide. Il acquiesce à l'invasion par les Mahrattes des dominions d'Ali Khan Asaf Jah II, le Nizam d'Hyderabad ; il permet la croissance d'une force subsidiaire française au service de plus d'une puissance indigène; il contrecarre les efforts de Lord Hobart pour étendre la sphère d'influence britannique ; il permet la croissance des États sikhs dans le nord de l'Inde ; et il observe Tipu Sahib se préparer à la guerre. Dans ces affaires, Shore obéit fidèlement à ses instructions.
Bien qu'il ait fait preuve de faiblesse face à la mutinerie des officiers de l'armée du Bengale, il règle hardiment la question de la succession d'Oudh, lorsqu'il remplace Saadat Ali Khan II par Wazir Ali Khan, mais au prix du massacre de Bénarès. En récompense de ses services, Shore est créé baron Teignmouth, de Teignmouth dans la pairie d'Irlande par lettres patentes signées à Dublin le 3 mars 1798.

### Fin de carrière
Démissionnant du gouvernement entre les mains de Alured Clarke, Teignmouth quitte l'Inde en mars 1798. Le 4 avril 1807, il est nommé membre du bureau de contrôle, fonction à laquelle aucun traitement n'est attaché, et quatre jours plus tard, il est nommé membre du conseil privé. Il traite occasionnellement des affaires au conseil de contrôle, où en tant que conseiller privé, il décide parfois des appels indiens avec William Grant et John Nicholl. Mais il occupe la majeure partie de son temps dans les affaires religieuses et philanthropiques, bien qu'il soit théoriquement resté membre du conseil jusqu'en février 1828.
Teignmouth n'a jamais siégé à la Chambre des lords irlandaise et n'a pas non plus été élu pair représentatif après l'union. Il est interrogé à deux reprises devant la Chambre des communes sur les affaires indiennes, le 18 juin 1806 et le 30 mars 1813. En conséquence de l'ordre de la Chambre des communes pour la présence de Teignmouth à la première occasion, la Chambre des lords adopte le 19 juillet 1806 une résolution maintenant le privilège de la pairie en dehors du privilège du parlement. Cette résolution, cependant, n'est pas communiquée aux Communes; et la seconde fois, l'ordre des Communes pour la présence de Teignmouth n'est pas remis en question par les Lords.
Shore devient un membre éminent de la Secte de Clapham : de 1802 à 1808, il vit à Clapham. Il déménage ensuite à Londres, où il passe le reste de ses jours. Il est élu premier président de la British and Foreign Bible Society le 14 mai 1804 et occupe ce poste jusqu'à la fin de sa vie. Il prend une part active aux diverses controverses au sein de la Société, et se prononce en faveur de l'exclusion des livres apocryphes de toutes les éditions de la Bible émises par la Société. Il meurt dans sa maison de Portman Square le 14 février 1834, à l'âge de 82 ans, et est enterré dans l'église paroissiale de Marylebone, où un monument est érigé à sa mémoire.
Teignmouth est élu président de la Royal Society of Literature, mais décline le poste en faveur de l'évêque Burgess.

## Œuvres
Teignmouth est un ami proche de William Jones, auquel il succède à la présidence de la Société asiatique du Bengale le 22 mai 1794. A cette occasion, il prononce une allocution sur « l'Histoire littéraire » de son prédécesseur (Londres, 1795), qui est fréquemment réimprimée et traduite en italien. Trois de ses contributions à la société sont imprimées dans 'Asiatick Researches' (ii. 307–22, 383–7, iv. 331–350). Il traduit en trois volumes manuscrits la version persane d'un abrégé du « Jôg Bashurst », mais les détruit plus tard en raison du peu d'encouragement que reçoivent ses traductions des versions persanes d'auteurs hindous. Il écrit un certain nombre d'articles pour le Christian Observer, et les premiers rapports annuels de la Société biblique sont écrits par lui. Il est aussi l'auteur de quelques vers médiocres. Il publie :
- "Mémoires de la vie, des écrits et de la correspondance de Sir William Jones", Londres, 1804. Cela a traversé plusieurs éditions et formé des vols. je. et ii. de « The Works of Sir William Jones », qui ont été édités par Lady Jones (Londres, 1807, 13 vol. )
- 'Considérations sur la praticabilité, la politique et l'obligation de communiquer aux indigènes de l'Inde la connaissance du christianisme. Avec des observations sur les "remarques préliminaires" à une brochure publiée par le major Scott Waring. Par un défunt résident du Bengale,' Londres, 1808. Réponse à John Scott-Waring.
- 'Une lettre au Rév. Christopher Wordsworth, DD, en réponse à ses Strictures on the British and Foreign Bible Society,' Londres, 1810.
- « Réflexions sur la Providence de Dieu », Londres, 1834 (anon. )

Un portrait de Teignmouth est peint par Arthur William Devis.

## Famille
Teignmouth a trois fils et six filles de sa femme, décédée le 13 juillet 1834. Il est remplacé dans le titre par son fils aîné, Charles John Shore. Son deuxième fils, Frederick John, épouse en 1830 Charlotte Mary Cornish. La deuxième fille Anna Maria épouse Thomas Noel Hill, qui a combattu à la bataille de Waterloo. Sa fille Caroline Dorothea épouse le révérend Robert Anderson (leur fille aînée, Florence Caroline, épouse Alwyne Compton). Shore est le grand-oncle de la poétesse Louisa Catherine Shore (en).